# Нижний Тагил (муниципальный округ)
Го́род Ни́жний Таги́л — муниципальное образование со статусом муниципального округа в Свердловской области России. Относится к Горнозаводскому управленческому округу.
Административный центр — город трудовой доблести Нижний Тагил.
С точки зрения административно-территориального устройства области, муниципальный округ город Нижний Тагил находится в границах города Нижнего Тагила как административно-территориальной единицы Свердловской области со статусом города областного подчинения.

## География
Муниципальный округ город Нижний Тагил расположен в западной части Свердловской области. Площадь муниципального округа — 4105,8 км², что составляет 2,11 % от площади области.
Через муниципальный округ проходит Уральский хребет, разделяя территорию округа на западную (европейскую) и восточную (азиатскую) части. По горной цепи проходит водораздел между бассейнами Камы и Иртыша, к которым принадлежат основные реки округа — Чусовая и Тагил. Собственно город Нижний Тагил расположен в восточной части муниципального округа.
За пределами города на территории муниципального округа мало населённых пунктов, а большая часть территории занята хвойными лесами.
В южной части муниципального округа расположены природный парк «Река Чусовая» и Висимский заповедник.
Муниципальный округ город Нижний Тагил Свердловской области граничит:
- с семью муниципальными образованиями Свердловской области:
  - на севере, востоке и частично на юго-востоке — с муниципальным округом Горноуральский (к нему также относятся два эксклава: деревня Харёнки и село Большие Галашки),
  - на юго-востоке — с Кировградским муниципальным округом, муниципальными округами Верхний Тагил и Первоуральск,
  - на юге — с муниципальным округом Староуткинск,
  - на юго-западе — Шалинским муниципальным округом;
- с двумя муниципальными образованиями Пермского края:
  - на западе — с Лысьвенским муниципальным округом,
  - на северо-западе — с Горнозаводским муниципальным округом.

## История
В 1995—1996 годах было создано муниципальное образование город Нижний Тагил, которое включало исключительно сам город Нижний Тагил. 10 ноября 1996 года муниципальное образовано было внесено в областной реестр.
С 31 декабря 2004 года муниципальное образование город Нижний Тагил было наделено статусом городского округа.
В соответствии с уставом города, утверждённым Решением Нижнетагильской городской Думы № 80 от 24.11.2005, с 1 января 2006 года городской округ получил наименование город Нижний Тагил.
С 1 апреля 2008 года в состав городского округа были включены 23 сельских населённых пункта Пригородного района. Остальные населённые пункты Пригородного района составили Горноуральский городской округ.
Согласно последним изменениям в Законе об административно-территориальном устройстве Свердловской области, городской округ Нижний Тагил территориально полностью совпадает с административно-территориальной единицей Нижний Тагил.
В конце 2020 года упразднён посёлок Запрудный.
С 1 января 2025 года муниципальное образование город Нижний Тагил преобразовано в муниципальный округ.

## Население
| 2010     | 2011     | 2012     | 2013     | 2014     | 2015     | 2016     | 2017     | 2018     |
| -------- | -------- | -------- | -------- | -------- | -------- | -------- | -------- | -------- |
| 365 433  | ↘364 947 | ↘362 489 | ↘361 881 | ↘360 673 | ↘360 086 | ↘359 450 | ↘358 724 | ↘356 844 |
| 2019     | 2020     | 2021     | 2023     |          |          |          |          |          |
| ↘354 767 | ↘351 565 | ↘341 750 | ↘336 919 |          |          |          |          |          |

Более 99% населения муниципального округа проживает в городе Нижнем Тагиле.

## Населённые пункты
В состав муниципального округа город Нижний Тагил Свердловской области входят 23 населённых пункта.
| №  | Населённый пункт | Тип                     | Население |
| -- | ---------------- | ----------------------- | --------- |
| 1  | Антоновский      | посёлок                 | ↘62       |
| 2  | Баклушина        | посёлок                 | ↗1        |
| 3  | Баронская        | деревня                 | ↘37       |
| 4  | Верхняя Ослянка  | село                    | ↘191      |
| 5  | Висимо-Уткинск   | посёлок                 | ↘606      |
| 6  | Волчёвка         | посёлок                 | ↘3        |
| 7  | Евстюниха        | посёлок                 | ↘106      |
| 8  | Ёква             | посёлок                 | ↘8        |
| 9  | Елизаветинское   | село                    | ↘48       |
| 10 | Заречная         | деревня                 | ↘17       |
| 11 | Захаровка        | деревня                 | ↘15       |
| 12 | Канава           | посёлок                 | ↗13       |
| 13 | Нижний Тагил     | город                   | ↘328 157  |
| 14 | Нижняя Ослянка   | деревня                 | ↘5        |
| 15 | Серебрянка       | село                    | ↘598      |
| 16 | Сокол            | посёлок городского типа |           |
| 17 | Студёный         | посёлок                 | ↗91       |
| 18 | Сулём            | село                    | ↘68       |
| 19 | Таны             | посёлок                 | ↘0        |
| 20 | Уралец           | посёлок                 | ↘1425     |
| 21 | Усть-Утка        | деревня                 | ↘129      |
| 22 | Чауж             | посёлок                 | ↗13       |
| 23 | Чащино           | посёлок                 | ↗186      |

Ранее с 2007 до 2015 гг. как самостоятельный населённый пункт выделялся посёлок Покровское-1.  Поселок с  наименованием Сокол повторно образован 26 марта 2024 года.